# Paddock

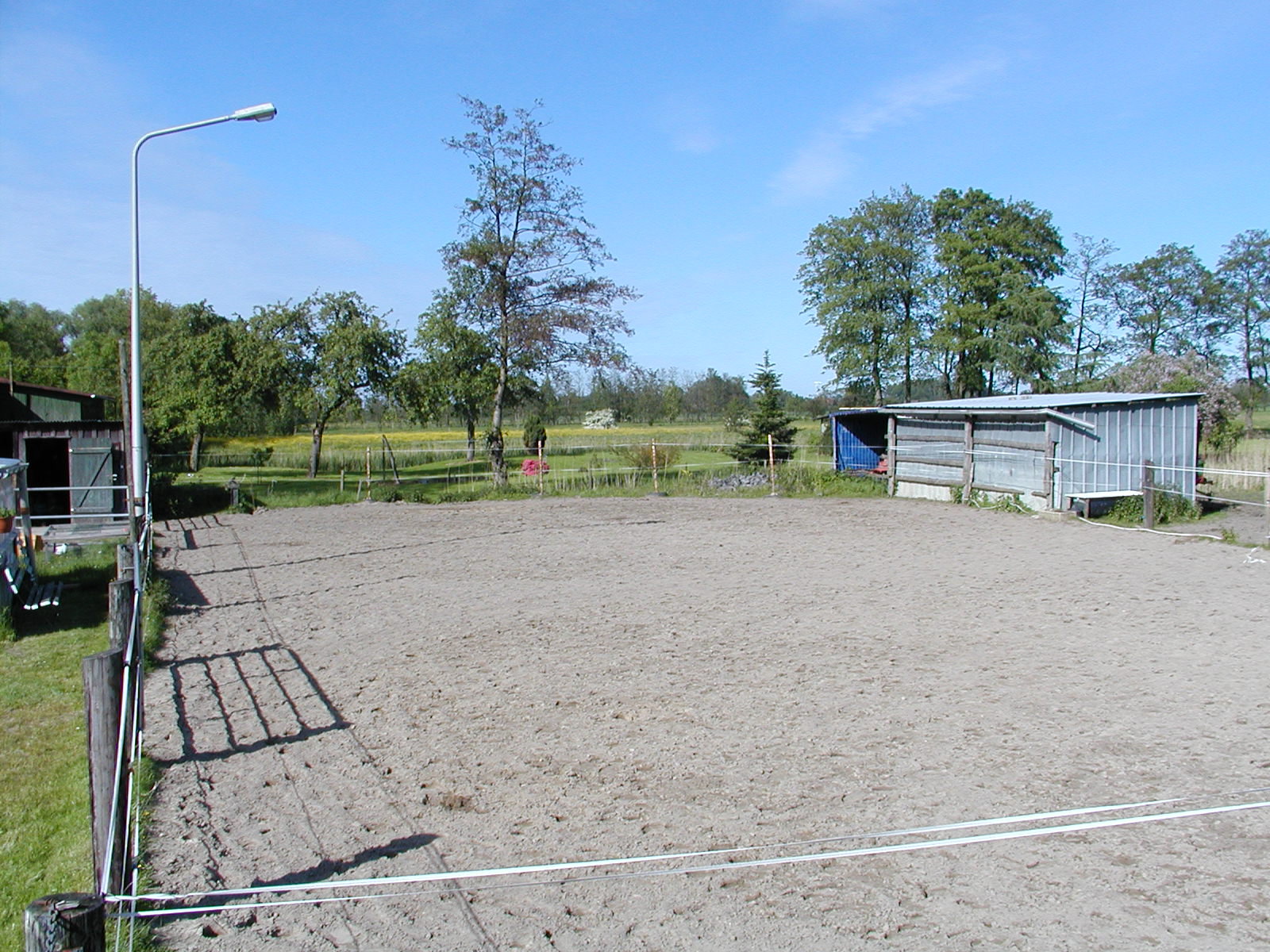
Ein Sandpaddock

Paddock (englisch aus altenglisch pearroc, mittelenglisch parroc – ‚Zaun‘, ‚Koppel‘, ‚Pferch‘) ist ein auch in deutschsprachigen Ländern gebräuchlicher Fachbegriff der Pferdehaltung. Er bezeichnet den ausnahmslos graslosen, eingezäunten, zumeist befestigten Auslauf für Pferde.

## Funktion

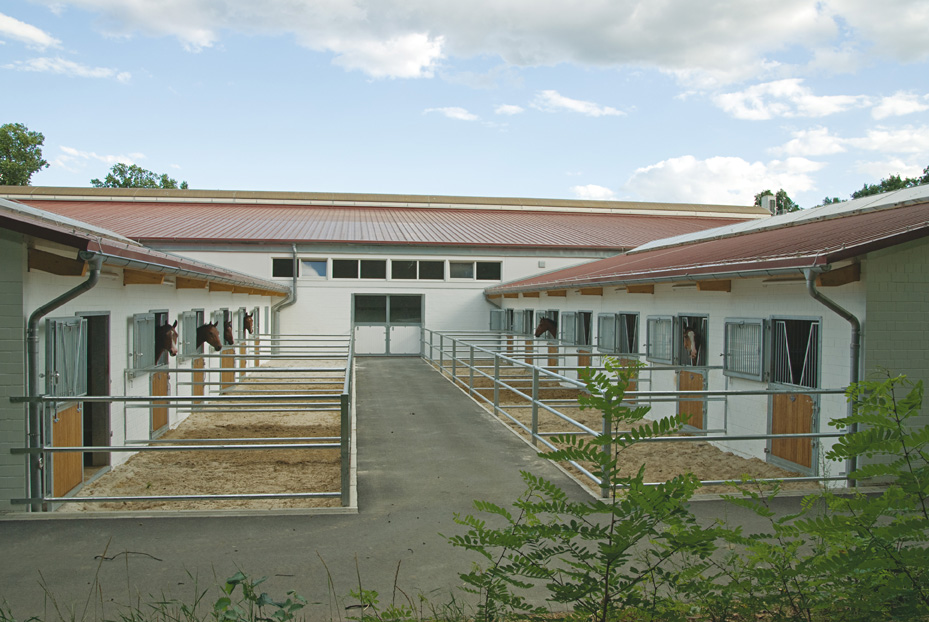
Paddocks am Stall

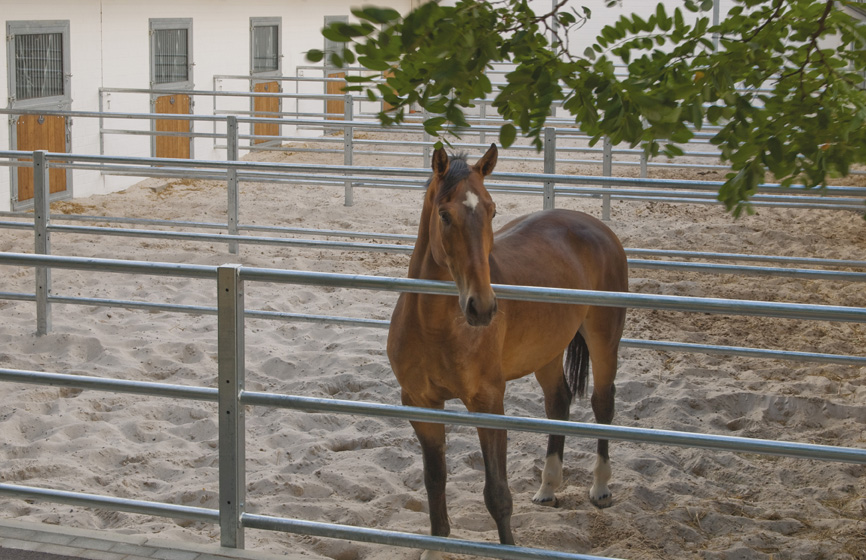
Pferd auf einem Paddock

Paddocks sollen Pferden in Zeiten, in denen sie nicht auf die Weide gelassen werden, z. B. außerhalb der Weidezeit im Winter, eingeschränkte Bewegungsmöglichkeit bieten. Sie erfordern relativ geringen Reinigungsaufwand. Das Pferd steht dem Reiter in kurzer Zeit zur Verfügung. Der Paddock kann an den Stalltrakt angebaut und für das Pferd jederzeit zugänglich sein (Paddockbox), kann aber auch, wie die Weide, in der Nähe des Stalls liegen, so dass das Pferd auf den Paddock gebracht und in den Stall zurückgeholt werden muss.
Sowohl auf Paddocks als auch auf Pferdekoppeln sollten sich Pferde nicht alleine aufhalten. Auf Grund des Bedürfnisses des Pferdes nach Sozialkontakten sollte mehreren Pferden gleichzeitig der Auslauf auf ein Paddock ermöglicht werden.
Eine neuartige Variante des Paddocks ist der Paddock Trail, bei dem ein Paddock in Form eines 5 bis 6 m breiten Pfades um das zur Verfügung stehende Land (z. B. Weiden oder Reitplatz) herumgelegt wird.

## Boden

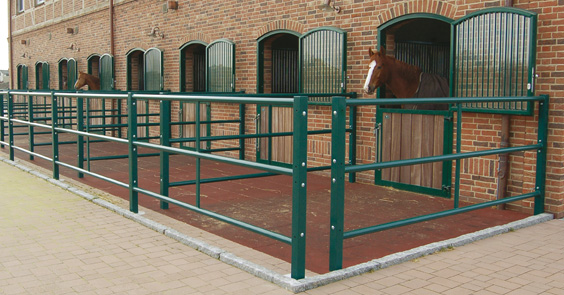
Paddock mit Gummipflaster

Wegen der starken Beanspruchung muss der Boden eines Paddocks besonders trittfest sein. Paddocks mit Naturboden werden in vielen Gegenden zu „Matschpaddocks“. Daher braucht er meistens einen besonderen Aufbau aus mehreren Schichten: Üblicherweise folgt einer unter der Sohle verlegten Drainage eine Tragschicht aus zunächst grobem Material (Kies, Splitt) mit nach oben zunehmend feiner werdender Körnung, der sich eine Trennschicht aus Pflaster, Rasengittersteinen oder speziellen Matten anschließt. Den Abschluss bildet die Tretschicht aus Sand. Gebietsbedingt wird z. B. in der Eifel statt Kies und Sand Lava als Trag-, Trenn- und Tretschicht in verschiedenen Körnungen verwendet. Zunehmend gibt es auf unmittelbar an den Boxenstall angebauten Paddocks Gummi- oder Betonverbundpflasterung.